# This Is War (single)
This Is War was de tweede single van het gelijknamige album van Thirty Seconds to Mars. In de videoclip worden de leden van 30 Seconds to Mars afgebeeld als soldaten van het Amerikaanse leger in Afghanistan. Deze werd pas meer dan een volledig jaar, op 6 april 2010, na de release van de single vrijgegeven.